# Новоигловск
Новоигловск,  Ново-Игловск—  обелюдевший посёлок   в Томском районе Томской области России.  Входит в состав Моряковского сельского поселения. Население 0 чел. (2021) .  

## География
Находится на востоке региона, на реке Обь.
Географическое положение
Расстояние до 
областного и районного центра г. Томск: 90	 км.
центра поселения с. Моряковский Затон: 42 (по воде) км.

## История
В соответствии с Законом Томской области от 12 ноября 2004 года № 241-ОЗ  посёлок вошёл в состав муниципального образования Моряковское  сельское поселение.

## Население
| 2002 | 2008 | 2009 | 2010 | 2011 | 2012 | 2013 | 2014 | 2015 |
| ---- | ---- | ---- | ---- | ---- | ---- | ---- | ---- | ---- |
| 17   | →17  | →17  | →17  | ↘0   | →0   | →0   | →0   | →0   |
| 2021 |      |      |      |      |      |      |      |      |
| →0   |      |      |      |      |      |      |      |      |

## Инфраструктура
Социальные объекты отстутствуют. 

## Транспорт
Водный транспорт.  